# Chobe nationalpark
Chobe nationalpark är en nationalpark i norra Botswana. Parken är till storleken den tredje största i landet, efter Central Kalahari viltreservat och Gemsbok nationalpark, och den mest mångsidiga. Parken är även landets första nationalpark.

## Geografi
Parken kan delas upp i fyra områden, vart och ett representerar var sitt ekosystem.

### Serondela

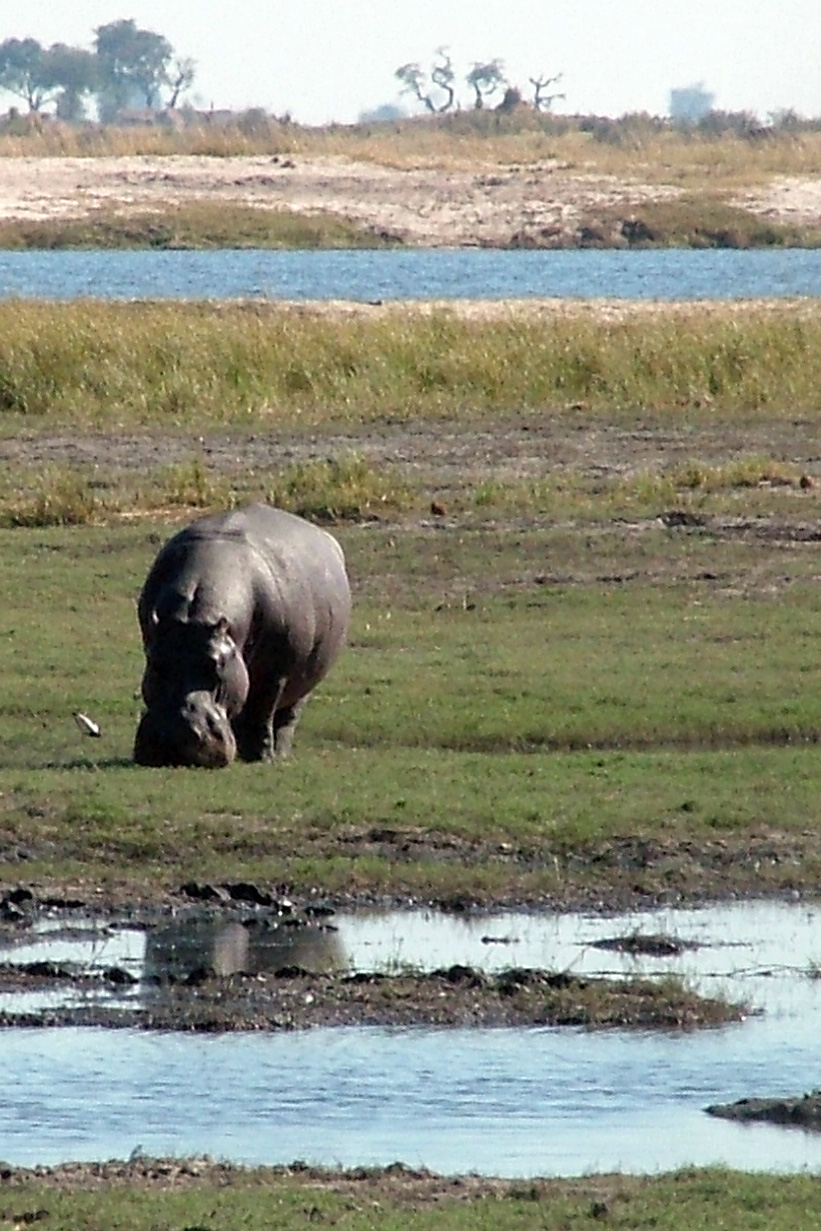
Serondela

Serondela, eller Chobe riverfront, ligger i den nordostligaste delen av parken och har som huvudsakliga geografiska särdrag frodiga slätter och täta teakskogar. Chobefloden, som flyter längs parkens nordöstra gräns, är ett vattenhål för elefanter och bufflar under torkperioden. Den berömda biätaren kan också ses vid floden. Detta är troligen den mest besökta delen av parken, främst på grund av dess närhet till Victoriafallen. Kasane som ligger vid floden är den viktigaste staden i regionen och tjänar även som parkens norra ingång.

### Savutikärret
Detta 10 878 km² stora område utgör parkens västra del, 50 km norr om infarten i Mababe. Området var tidigare en stor insjö vars tillflöde skars av på grund av tektoniska rörelser. Nuförtiden kommer tillflödet via Savutikanalen, som torkar ut under regnperioden och översvämmas under andra tider. Kanalen kan även urtorkas under långa perioder för att sedan vattenfyllas igen, en konsekvens av den tektoniska aktiviteten i området. Som ett resultat av det varierande flödet finns det hundratals döda träd längs kanalens bankar. Området består även av stora savanner och gräsmarker, vilket gör djurlivet dynamiskt i denna del av parken. Under torrperioden kan turister på safari ofta få se vårtsvin, kuduer, impalor, zebror, gnuer och framförallt elefanter. Under regnperioden är fågellivet rikt, det finns 450 arter i hela parken. Grupper av lejon, hyenor, zebror och mer sällan geparder kan även ses. Regionen är känd för sin migration av zebror och rovdjur.

### Linyantikärret
Linyantikärret ligger i parkens nordvästra hörn och norr om Savuti och gränsar till Linyantifloden. Väster om detta område ligger Selinda Reserve och på Kwandoflodens norra strand ligger Mamili nationalpark i Namibia. Kring dessa två floder finns skogar och laguner, resten av området består mestadels av flodslätter. Här finns stora koncentrationer av lejon, leoparder, afrikanska vildhundar, hästantiloper, sabelantiloper, flodhästar och på toppen av allt detta, enorma hjordar av elefanter. De ovanligare letjevattenbockar, sitatunga och krokodiler finns också i området. Fågellivet är mycket rikt.

### Inlandet
Mellan Linyanti- och Savutikärren ligger ett varmt och torrt inland som till stor del består av Nogatsaa grässkogsland. Denna del är ganska okänd och en bra plats för att se antiloper.

## Elefantkoncentrationen
Parken är förmodligen mest känd för sin spektakulära elefantpopulation, 120 000 st, det är den högsta koncentrationen av elefanter i Afrika. Antalet elefanter har ökat stabilt sedan 1900 från några få tusen. De har inte påverkats av den illegala jakten på 1970- och 1980-talen.
Elefanterna som lever här är den till storleken största av alla kända elefantpopulationer. De kännetecknas av spröda elfenben och korta betar, troligen på kalciumbrist i marken.
Skador som orsakats av det stora antalet elefanter är utbredda i vissa områden. Koncentrationen är så hög i Chobe att jakt har övervägts, men det är för kontroversiellt och har hittills fått avslag.
Under torrperioden uppehåller sig dessa elefanter kring Chobefloden och Linyantifloden. Under regnperioden förflyttar de sig 200 km till parkens södra delar. Deras spridning går även utanför parken och in i nordvästra Zimbabwe.

## Bildgalleri

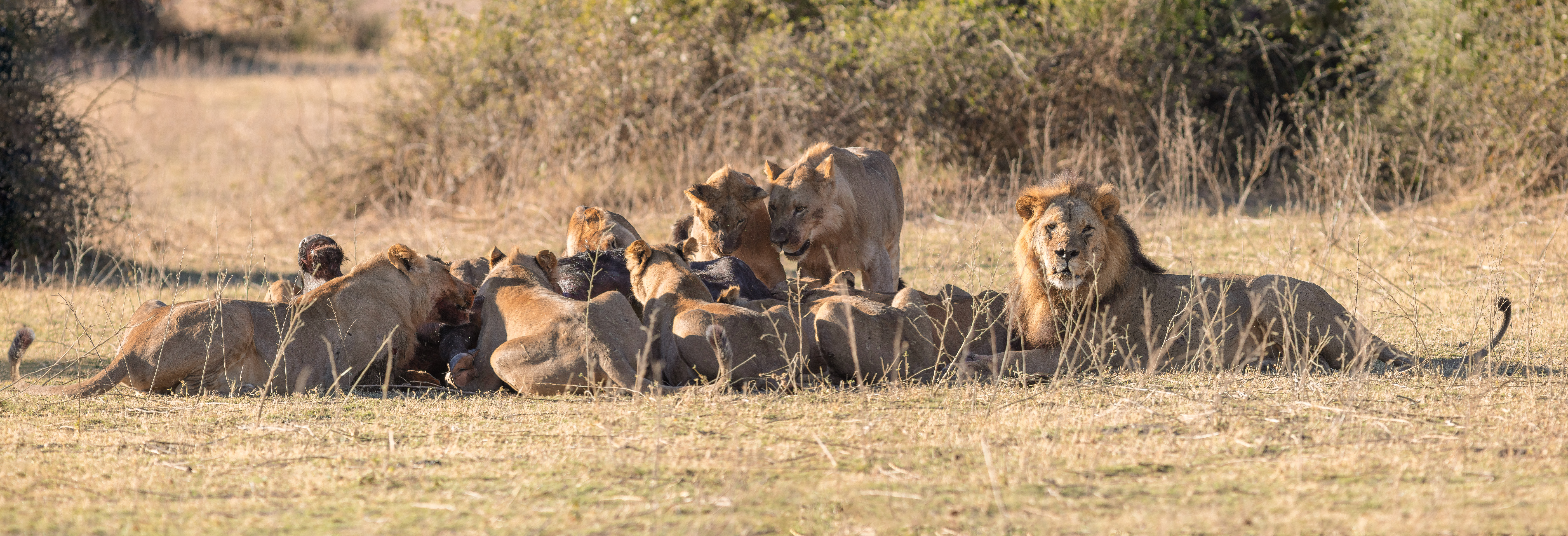
Lejon som äter bytesdjur
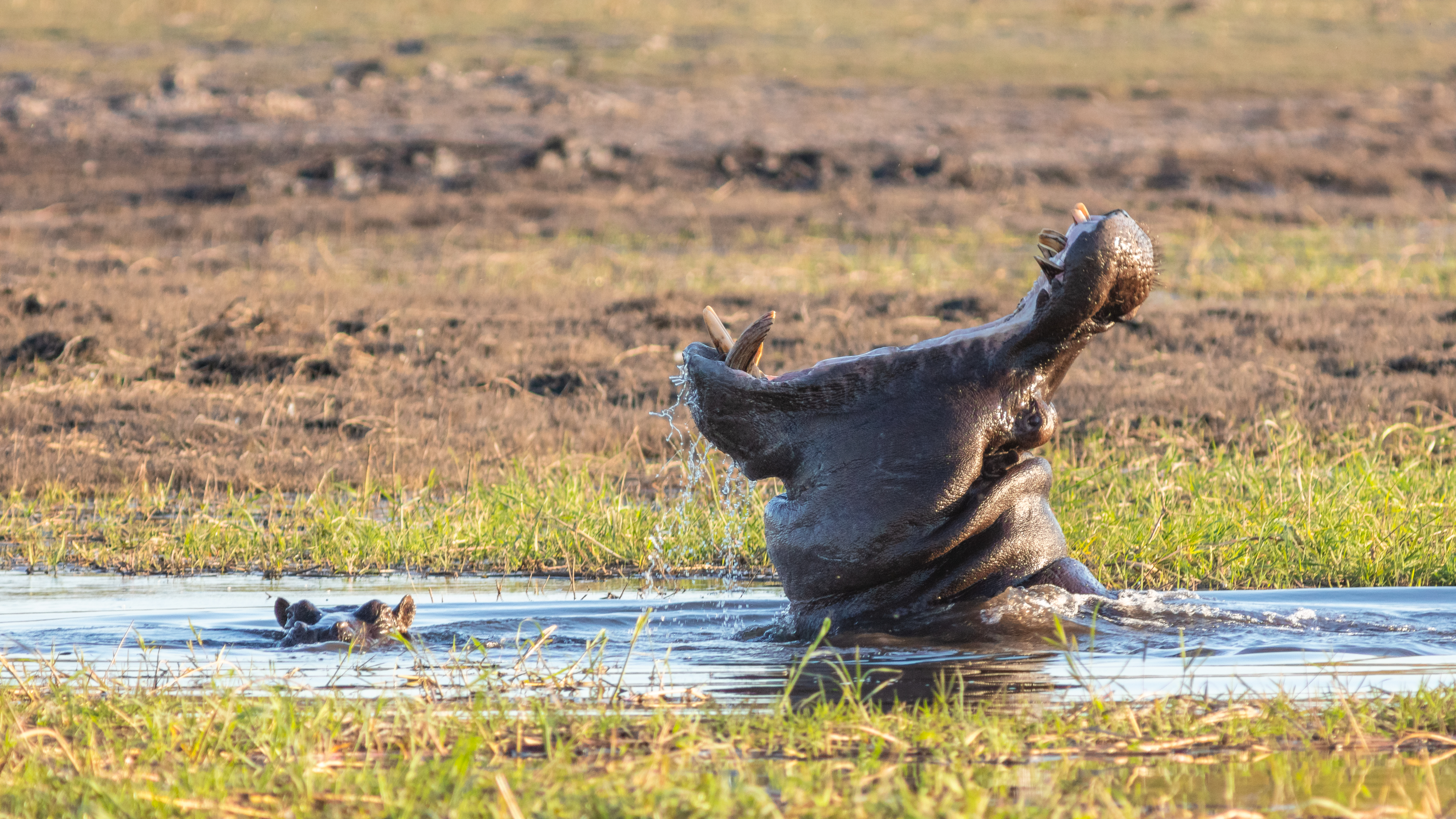
Flodhäst i Chobe
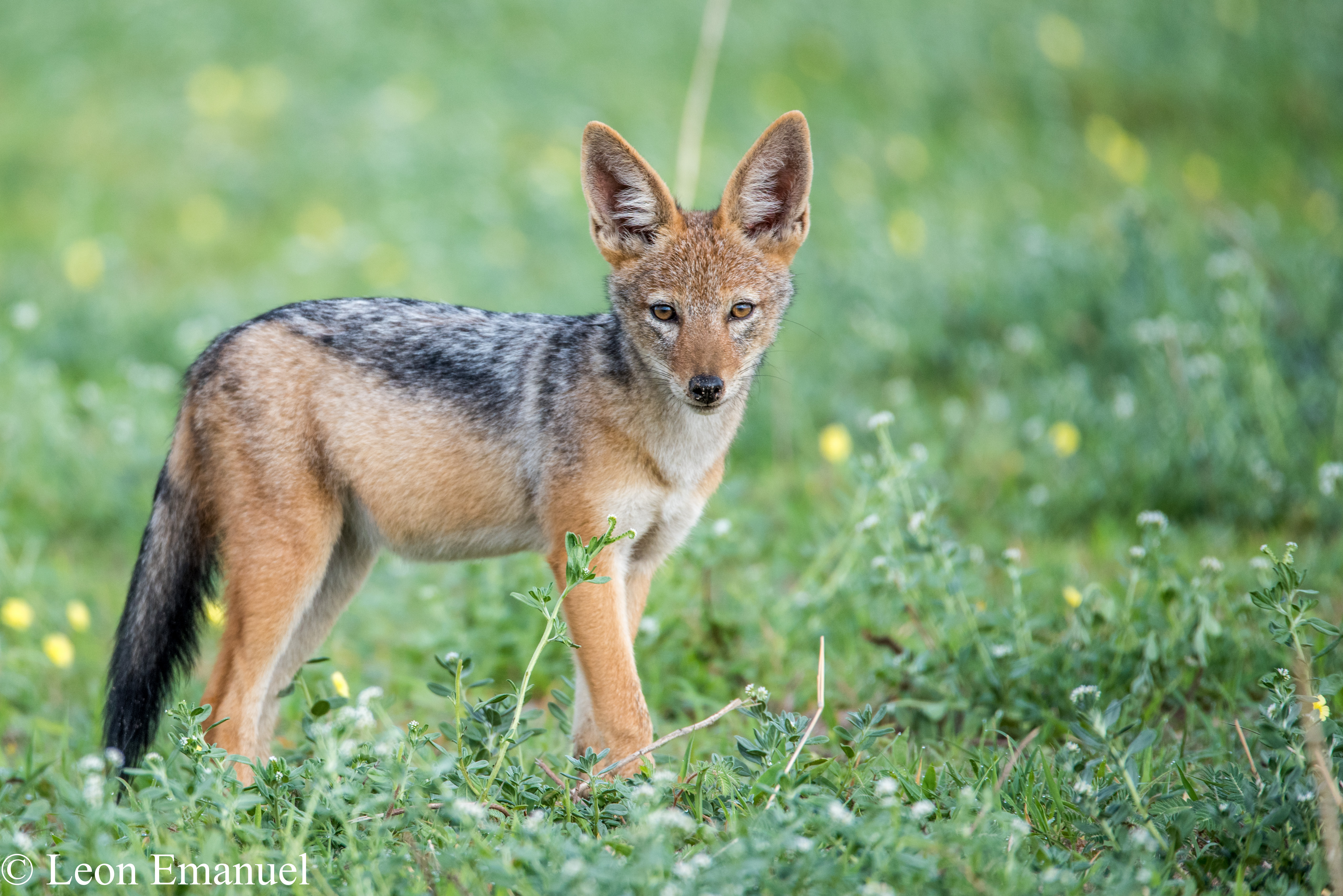
Schakalvalp
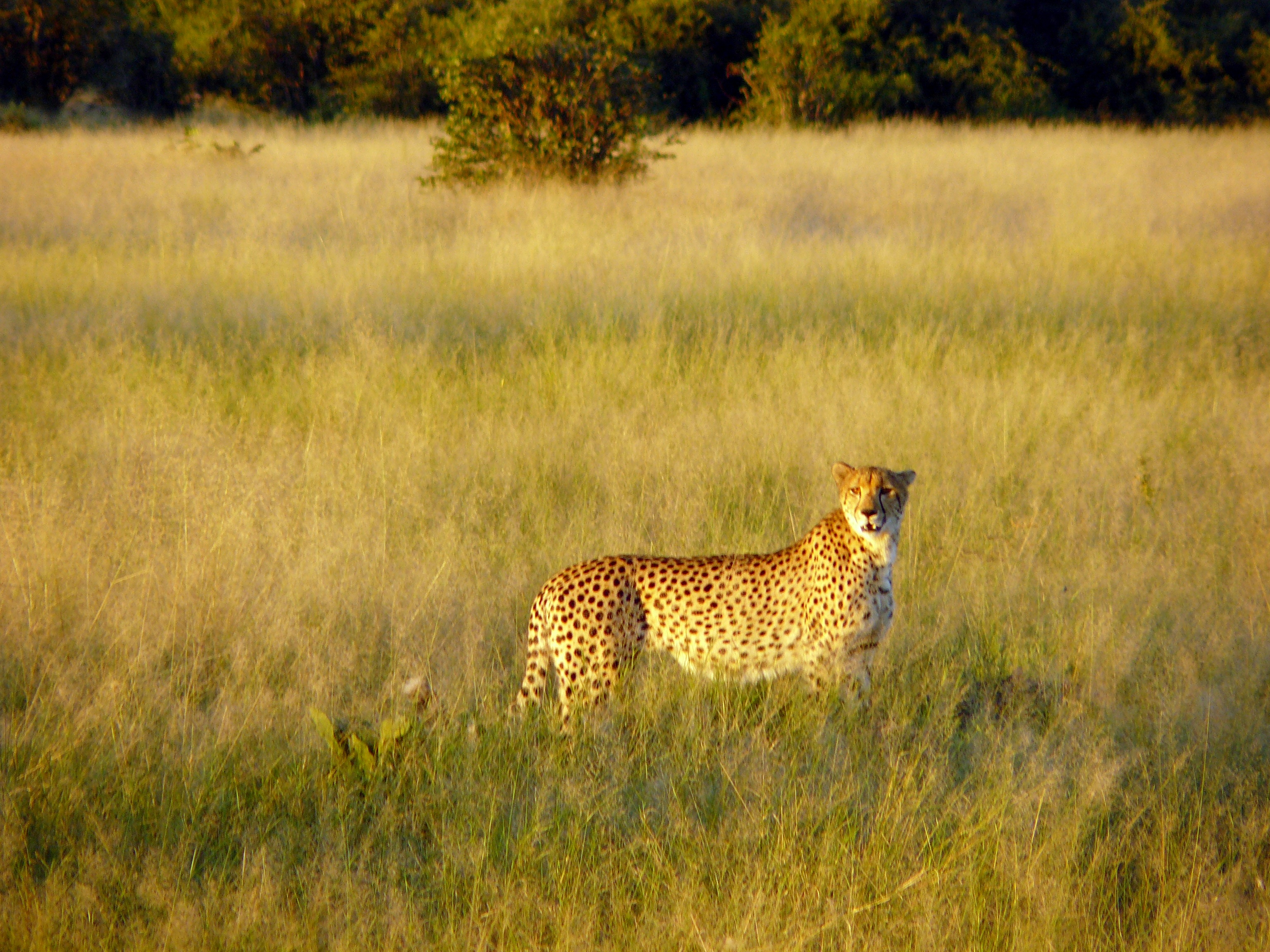
Sydafrikansk gepard
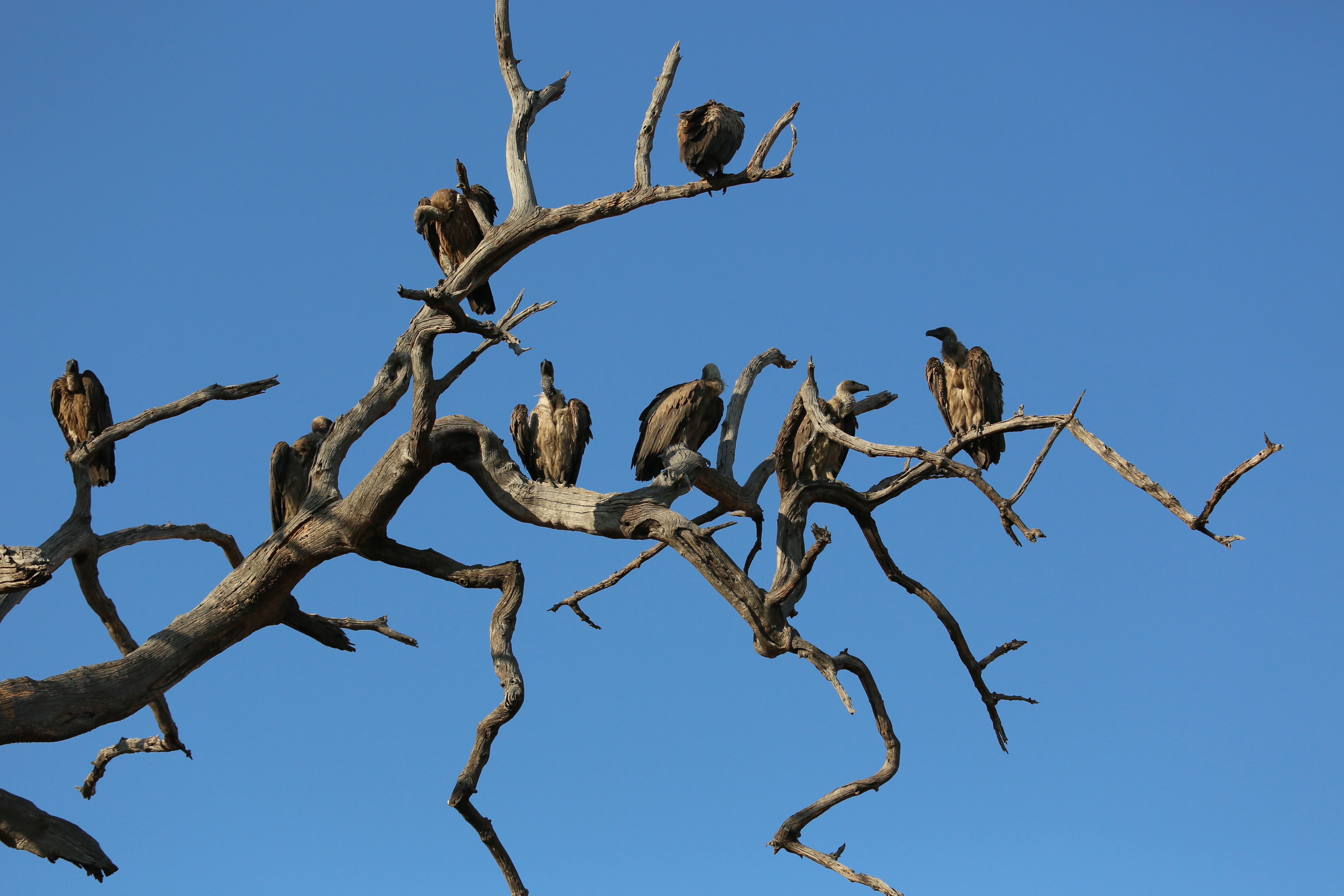
Vitryggig gam nära Kwandofloden
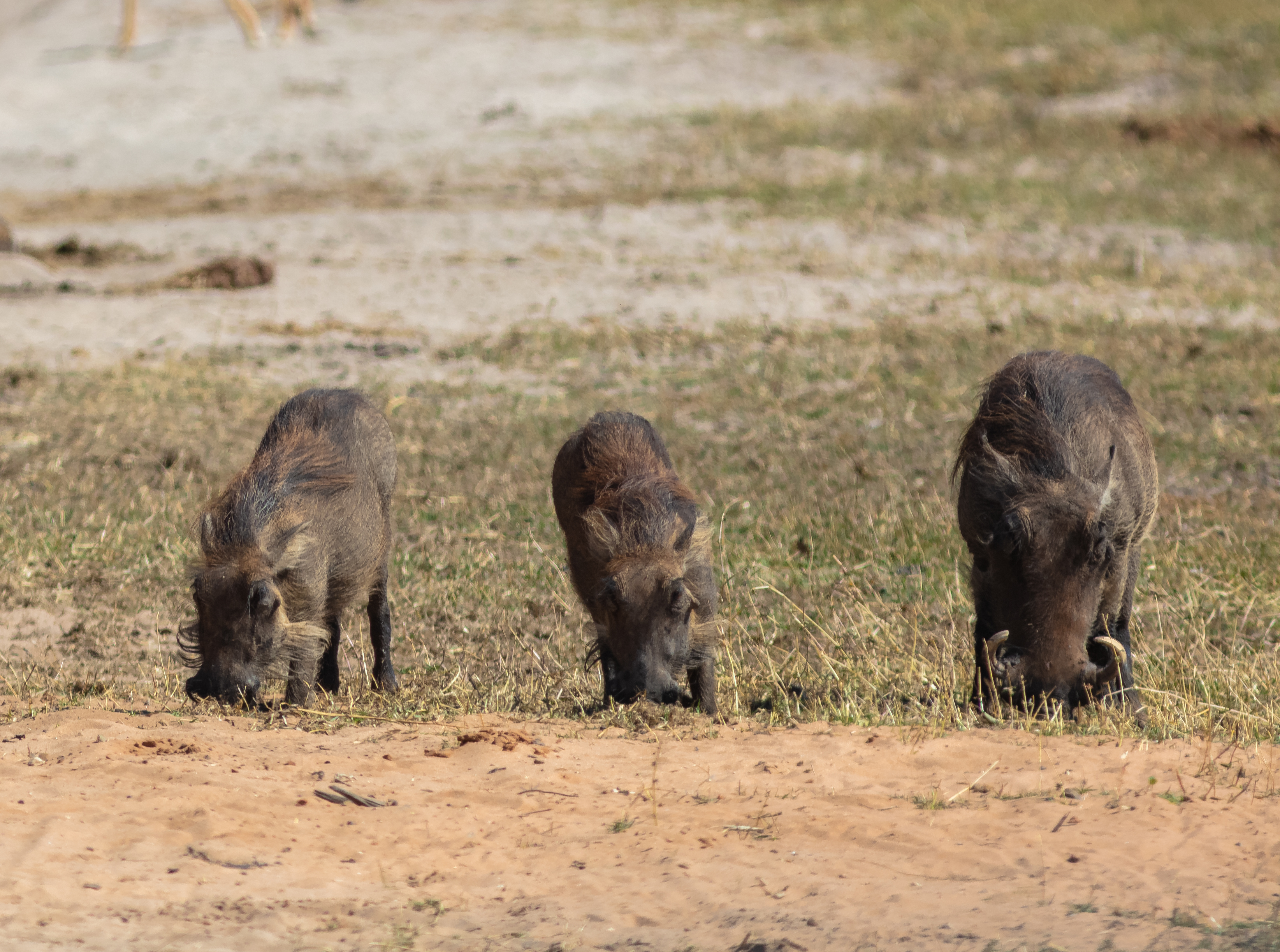
Vårtsvin på Chobeflodens strand